# ماثيو بريز
ماثيو بريز (بالإنجليزية: Matthew Breeze)‏ ، من مواليد 10 يونيو 1972 ، حكم كرة قدم أسترالي.
و قد حكم في كأس القارات في ألمانيا في عام 2005.

## روابط خارجية
- ماثيو بريز على موقع Soccerway.com (الإنجليزية)